# ألان فانك
ألان فانك (بالإنجليزية: Allan Funk)‏ هو مصارع محترف أمريكي، ولد في 7 يوليو 1971 في ألايانس في الولايات المتحدة.

## وصلات خارجية
- ألان فانك على موقع CageMatch worker (الإنجليزية)

- ألان فانك على موقع IMDb (الإنجليزية)
- ألان فانك على موقع قاعدة بيانات الفيلم (الإنجليزية)